# 마에다 히로키 (1994년)
마에다 히로키(일본어: 前田 央樹, 1994년 4월 9일~)는 일본의 축구 선수이다.

## 구단 경력
그는 2017년 J3리그의 FC 류큐에 입단했다. 2018년 기라반츠 기타큐슈로 이적했다. 2019년 일본 풋볼 리그의 베르스파 오이타로 이적했다. 2022년까지 90경기에 출전하여, 33득점을 넣었다. 2023년 FC 마루야스 오카자키로 이적했다.